# Teresa de Brunswick-Wolfenbüttel
Teresa Natalia de Brunswick-Wolfenbüttel (Wolfenbüttel, 4 de junio de 1728 - 26 de junio de 1778), noble alemana, hija de Fernando Alberto II, duque de Brunswick-Lüneburg y de su esposa Antonieta Amalia de Brunswick-Wolfenbüttel, tía de la emperatriz María Teresa I de Austria.

## Biografía
Teresa fue la sexta hija del duque Fernando Alberto II de Brunswick-Lüneburg y de su esposa Antonieta Amalia de Brunswick-Wolfenbüttel, Teresa era prima hermana de la archiduquesa María Teresa I de Austria, Reina de Hungría y Bohemia.
Los esfuerzos para conseguir un matrimonio con algún archiduque de Austria, o un príncipe francés, fracasaron debido a que no estaba dispuesta a convertirse a la fe católica.
En 1747, se convirtió en una dama colegiada en la Abadía de Herford. Alrededor de ese tiempo, se decidió que iba a suceder a Isabel de Sajonia-Meiningen como abadesa de la abadía de Gandersheim. Isabel murió en la víspera de Navidad de 1766, después de 53 años en el cargo. Según lo prometido, Teresa fue elegida como su sucesora. Ella fue entronizada el 3 de diciembre de 1767.
Durante su período en el cargo, Teresa a menudo se quedó en la corte de su hermano mayor Carlos I, en Brunswick.
Murió en Gandersheim el 26 de junio de 1778 y fue enterrada en la ducal cripta debajo de la catedral de Brunswick.